# Fulanito
«Fulanito» es una canción de la cantante estadounidense Becky G y el cantante dominicano el Alfa. Fue lanzado el 3 de junio de 2021 a través de Kemosabe Records, RCA Records y Sony Music Latin.

## Video musical
El video musical se lanzó junto con la canción el 3 de junio de 2021. El cortometraje fue dirigido por ambos directores y se rodó en Miami (Florida, Estados Unidos).

## Presentaciones en vivo
Becky G y El Alfa presentaron en vivo «Fulanito» por primera vez durante los Premios Juventud, el 22 de julio de 2021.

## Posiciones
| Listas                                     | Posición |
| ------------------------------------------ | -------- |
| Argentina (Argentina Hot 100)              | 61       |
| Global 200 (Billboard)                     | 140      |
| España (PROMUSICAE)                        | 9        |
| Estados Unidos Hot Latin Songs (Billboard) | 24       |
| Estados Unidos Latin Airplay (Billboard)   | 43       |
| Estados UnidosLatin Rhythm Airplay         | 21       |
| Estados UnidosLatin Pop Airplay            | 10       |
| Venezuela (Record Report)                  | 31       |

## Certificaciones
| Región              | Certificación | Unidades vendidas |
| ------------------- | ------------- | ----------------- |
| España (PROMUSICAE) | Platino       | 40.000            |